# 周传典
周传典（1921年1月—2017年6月14日），安徽省凤台县人，中华人民共和国炼铁专家、政治人物，教授级高级工程师，原冶金工业部副部长。

## 生平
1921年1月（一说1920年2月）出生于安徽省凤台县朱马店镇周湾村，1947年毕业于国立西北工学院矿冶系，同年在家乡的精忠中学任教。1949年，任新成立的凤台联合中学副校长（主持工作），同年秋调至辽宁省鞍山钢铁公司（鞍钢）炼铁厂任技术员，后任副厂长、厂长。1958年，调至湖北省武汉钢铁公司（武钢）炼铁厂任副厂长。1963年在冶金部任处长。1964年率领炼铁专家组援助朝鲜。1965年领导四川省攀枝花钒钛磁铁矿冶炼试验工作。文化大革命期间在五七干校劳动。1972年至1980年，历任冶金工业部规划院工程师、冶金工业部科技办负责人。1980年7月任，冶金工业部副部长。1985年11月，任冶金工业部总工程师。曾任中国金属学会副理事长、中国稀土学会理事长（1989年－1998年）、中国自然辩证法学会副理事长、国务院安全生产委员会委员（1985年－1988年）、中华全国总工会执行委员会委员、中国科学技术协会全国委员会委员。1993年离休。2017年6月14日逝世。

## 出版物
- 周传典. . 北京: 华夏出版社. 1992. ISBN 7-80053-987-3.
- 周传典. . 当代中国丛书. 北京: 当代中国出版社. 1996. ISBN 7-80092-581-1.
- 周传典. . 北京: 冶金工业出版社. 1997. ISBN 7-5024-1926-8.
- 周传典; 王治国 (编). . 北京: 北京师范大学出版社. 1998. ISBN 7-303-04794-8.
- 周传典 (编). . 北京: 九洲图书出版社. 1999. ISBN 7-80114-431-7.